# 상동중학교 (경기)
상동중학교(上洞中學校)는 대한민국 경기도 부천시 원미구 상동에 있는 공립 중학교이다.

## 학교 연혁
- 1997년 9월 6일 : 상동중학교 설립인가 (42학급)
- 2002년 3월 1일 : 개교(3개학년 3학급 편성)
- 2002년 3월 1일 : 초대 김장석 교장 부임
- 2002년 3월 4일 : 제1회 신입생 입학(1학급 29명 남 20명, 여 9명)
- 2003년 2월 21일 : 제1회 졸업식(남 5명, 여 2명)
- 2019년 9월 1일 : 제5대 이찬규 교장 취임
- 2022년 1월 3일 : 제20회 졸업식(남 19명, 여 17명)
- 2022년 3월 2일 : 제21회 신입생 입학(3학급 74명)

## 참고 자료
- 상동중학교 - 한국교육학술정보원 학교알리미